# Parafia św. Jana Pawła II w Poznaniu
Parafia św. Jana Pawła II w Poznaniu – parafia rzymskokatolicka w archidiecezji poznańskiej w dekanacie Poznań-Piątkowo.
Parafia pw. św. Jana Pawła II położona jest na Naramowicach. Została wydzielona z parafii pw. Matki Boskiej Częstochowskiej. W dniu 10 czerwca 2018 roku nastąpiło erygowanie parafii oraz konsekracja kościoła parafialnego przy ulicy Mołdawskiej. Święto patronalne parafii obchodzone jest w dniu wspomnienia liturgicznego św. Jana Pawła II, tj. 22 października.

## Zasięg administracyjny parafii
Wykaz ulic wchodzących w skład parafii pw. św. Jana Pawła II: 
| - Alzacka, - Andaluzyjska, - Aragońska, - Burgundzka, - Dalemińska, - Drewlańska, - Dziewanny, - Chrobacka, - Kastylijska, - Katalońska, - Krzywiczańska, - Kupały, |  | - Lotaryńska, - Łuczanowska, - Łużycka, - Madziarska, - Marzanny, - Mołdawska, - Morawska, - Normandzka, - Perkuna, - Polańska, - Popiela, - Prowansalska, |  | - Ruska, - Sarmacka, - Siedmiogrodzka, - Skwierzyńska, - Słubicka, - Stefana Stoińskiego, - Swarożyca, Sycylijska, - Toskańska, - Tyrwacka, - Wenedów, - Osiedle Władysława Łokietka (bloki nr 1, 2), - Osiedle Za Fortem (ulice: R. Abrahama, F. Altera, W. Bortnowskiego, S. Grzmota-Skotnickiego, F. Kleeberga, E. Knolla-Kownackiego i F. Włada). |